# Isoperla longiseta
Isoperla longiseta és una espècie d'insecte plecòpter pertanyent a la família dels perlòdids.

## Hàbitat
En el seu estadi immadur és aquàtic i viu a l'aigua dolça, mentre que com a adult és terrestre i volador. Els adults apareixen del maig al juliol.

## Distribució geogràfica
Es troba a Nord-amèrica: el Canadà (Alberta, la Colúmbia Britànica, Manitoba, el Quebec i Saskatchewan) i els Estats Units (Colorado, Iowa, Idaho, Illinois, Kansas, Minnesota, Missouri, Nebraska, Montana, Dakota del Nord, Nou Mèxic, Dakota del Sud, Utah i Wyoming).